# Тіндалл (Південна Дакота)
Тіндалл (англ. Tyndall) — місто (англ. city) в США, в окрузі Бон-Ом штату Південна Дакота. Населення — 1057 осіб (2020).

## Географія
Тіндалл розташований за координатами 42°59′24″ пн. ш. 97°51′51″ зх. д. / 42.99000° пн. ш. 97.86417° зх. д. (42.989870, -97.864223).  За даними Бюро перепису населення США в 2010 році місто мало площу 4,09 км², уся площа — суходіл.

## Демографія
Згідно з переписом 2010 року, у місті мешкало 1067 осіб у 471 домогосподарстві у складі 268 родин. Густота населення становила 261 особа/км².  Було 531 помешкання (130/км²).
Расовий склад населення:
| - 97,9 % — білих - 0,7 % — корінних американців - 0,1 % — чорних або афроамериканців |

До двох чи більше рас належало 0,7 %. Частка іспаномовних становила 1,6 % від усіх жителів.
За віковим діапазоном населення розподілялося таким чином: 21,5 % — особи молодші 18 років, 50,3 % — особи у віці 18—64 років, 28,2 % — особи у віці 65 років та старші. Медіана віку мешканця становила 48,2 року. На 100 осіб жіночої статі у місті припадало 91,2 чоловіків;  на 100 жінок у віці від 18 років та старших — 83,8 чоловіків також старших 18 років.
Середній дохід на одне домашнє господарство  становив 52 706 доларів США (медіана — 39 583), а середній дохід на одну сім'ю — 64 428 доларів (медіана — 54 271). Медіана доходів становила 36 429 доларів для чоловіків та 34 375 доларів для жінок. За межею бідності перебувало 14,1 % осіб, у тому числі 21,3 % дітей у віці до 18 років та 14,8 % осіб у віці 65 років та старших.
Цивільне працевлаштоване населення становило 531 особа. Основні галузі зайнятості: освіта, охорона здоров'я та соціальна допомога — 21,5 %, роздрібна торгівля — 19,6 %, виробництво — 17,7 %.